# 스핀 얼터너티브 레코드 가이드

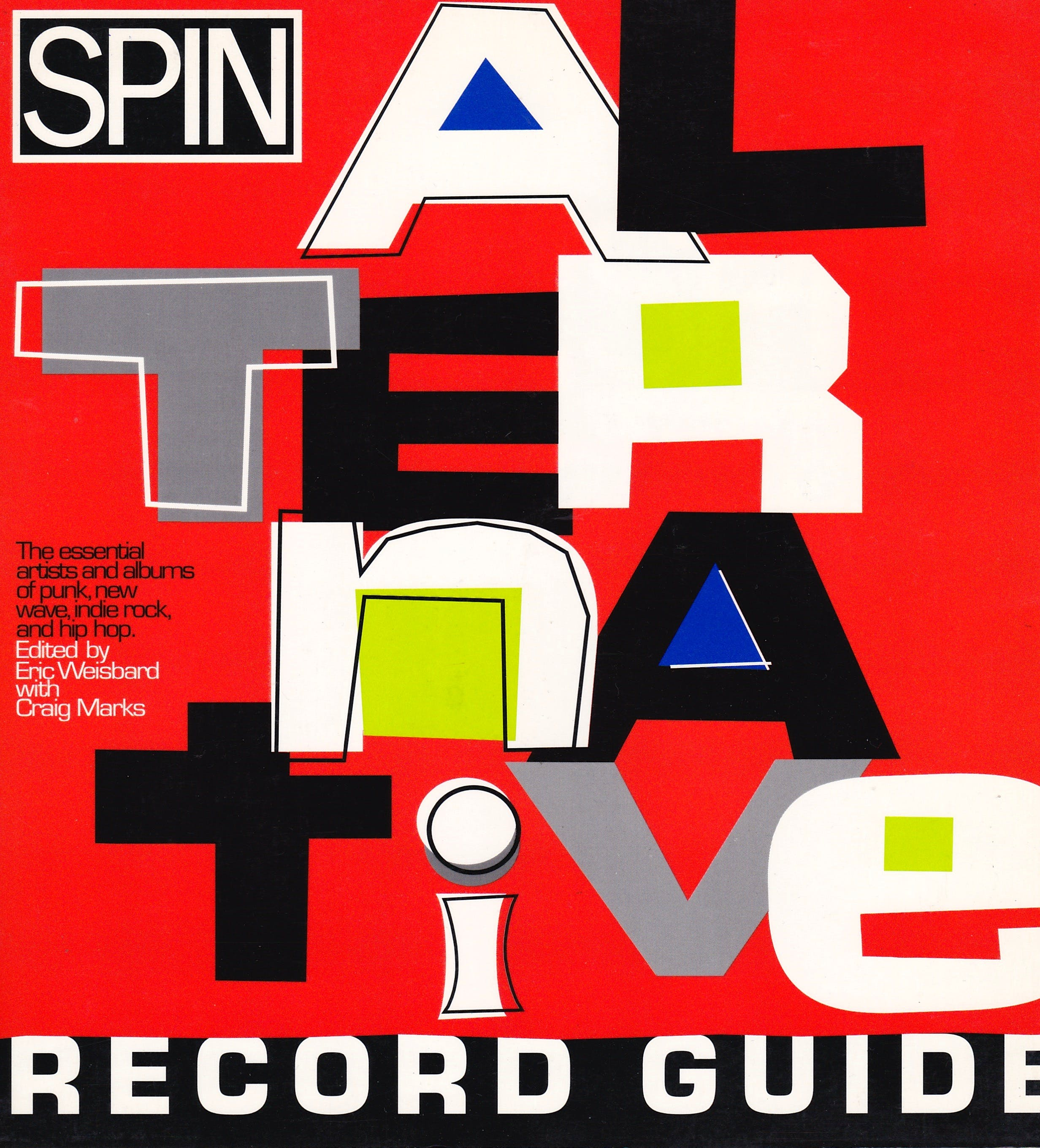
책 표지

스핀 얼터너티브 레코드 가이드(영어: Spin Alternative Record Guide)는 미국의 음악 잡지 스핀의 리뷰를 엮은 참고서로 1995년 빈티지 북스에서 출판하였다. 당시 잡지의 편집장이었던 록 비평가 에릭 웨이스바드와 크레이크 마크스가 편집했다. 책에는 얼터너티브 음악 신과 관련이 있는 것으로 간주되는 음반, 음악가, 장르에 대한 수많은 유명 비평가들의 글과 리뷰가 수록되어 있다. 앤 파워스, 롭 셰필드, 사이먼 레이널즈, 마이클 아제라드 등 유명한 음악 평론가가 참여하였다.
책은 높은 판매고를 기록하지 못했으며, 출간 당시 평론가들로부터도 엇갈린 반응을 얻었다. 참여자들이 쓴 글의 질과 타당성은 높이 평가되었으나, 얼터너티브 음악에 대한 편집자들의 관점이 불명확하다는 점은 비판 받았다. 그럼에도 후에 음악 평론가가 되는 이들에게 영감을 주었으며, 책에 수록된 포크 아티스트 존 파헤이의 경력을 되살리는데 도움을 주었다.

## 참여자
아래는 총 64명의 기여자이며 이름과 쓴 글의 개수를 의미한다.
| - 찰스 아론 (5) - 그랜드 알덴 (1) - 스티브 앤더슨 (5) - 지나 아널드 (14) - 마이클 아제라드 (1) - 조나단 번스타인 (10) - 제시 베렛 (1) - 제이슨 코언 (1) - 체오 코커 (2) - 바이런 콜리 (11) - 캐롤 쿠퍼 (4) - 리니 크리스트 (4) - 마이클 에릭 다이슨 (2) - 척 에디 (3) - S. H. 페르나도 주니어 (2) - 젠 플레시너 (5) - 리 푸스트 (1) - 엘리사 가드너 (2) - 리처드 게르 (1) - 조나단 골드 (3) - 앤드류 굿윈 (2) - 짐 그리어 (2) - 드림 햄튼 (2) - 하워드 햄튼 (1) - 제임스 해너험 (6) - 윌 허미스 (7) - 제임스 헌터 (9) - 조니 허스턴 (6) - 프랭크 코건 (2) - 이반 크레일캠프 (5) - 밥 맥 (1) | - 피터 마르가삭 (1) - 크레이그 마크스 (4) - 이블린 맥도넬 (5) - 롭 마이클스 (2) - 마일로 마일스 (9) - 폴 밀러 (2) - 에드 모랄레스 (1) - 앤이 뉴먼 (3) - 크리스 노리스 (8) - 앤 파워스 (14) - 조이 프레스 (7) - 데이비드 프린스 (2) - 사이먼 레이놀즈 (9) - 더크 리처드슨 (1) - 알렉스 로스 (5) - 제프리 로터 (1) - 마이크 로웰 (1) - 마이크 루빈 (6) - 제프 샐러먼 (7) - 그렉 샌도 (4) - 롭 셰필드 (54) - 더그 시먼스 (1) - 마크 신커 (1) - 나타샤 스토발 (5) - 닐 스트라우스 (8) - 테리 서튼 (8) - 스티븐 티그너 (1) - 짐 월시 (3) - 베리 월터스 (5) - 에릭 웨이스바드 (58) - 콜슨 화이트헤드 (6) - K. 린더 윌리엄스 (5) - 빌 와이먼 (5) |